# Vergelijking van Kepler
De vergelijking van Kepler is een wiskundige vergelijking die de hoeksnelheid van een planeet in haar baan om de zon beschrijft. Deze hoeksnelheid is afhankelijk van de plaats van de planeet in zijn baan om de zon. De vergelijking geeft de excentrische anomalie van de planeet en is een gevolg van de eerste twee wetten van Kepler, genoemd naar de astronoom Johannes Kepler.

## Planeetbanen
Krachtens de eerste wet van Kepler is een planeetbaan ellipsvormig en staat de zon in een van de twee brandpunten van de ellips. Daaruit volgt dat de twee uiteinden van de lange as van de ellips overeenkomen met de punten waar de planeet op haar baan het dichtst en het verst van de zon verwijderd staat. Het perihelium is het punt van dichtste nadering, het aphelium het punt van verste verwijdering. De vergelijking geldt ook voor de banen van dubbelsterren, kometen, satellieten, sterrenstelsels enzovoorts in het tweelichamenprobleem.

## Ware anomalie

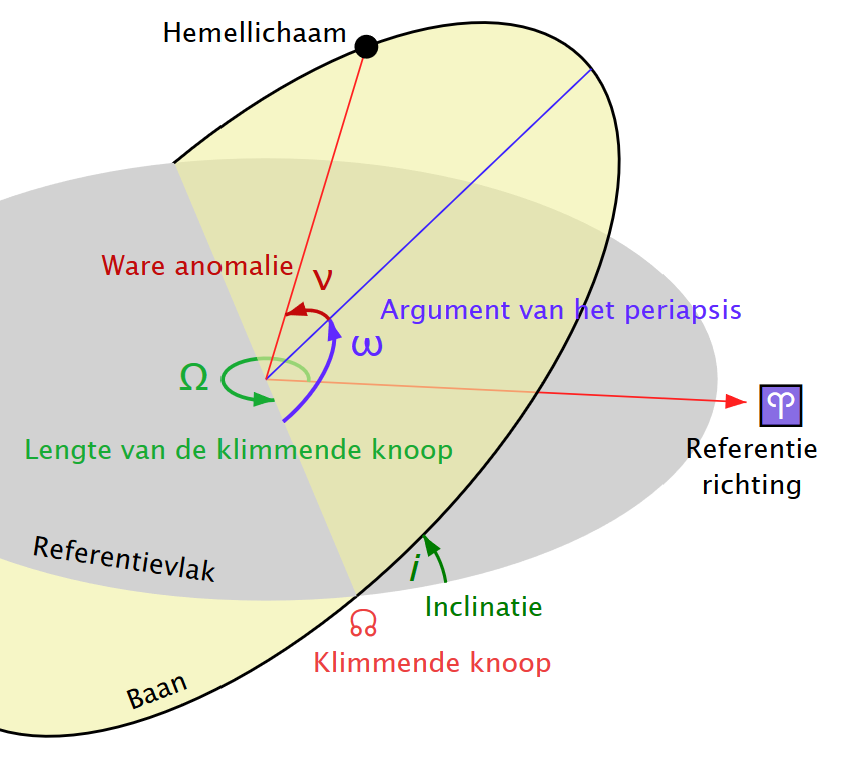
Diagram van de baanelementen, waaronder de ware anomalie.

De ware anomalie {\displaystyle v} van een planeet op een gegeven moment is de hoek perihelium-zon-planeet. De hoek wordt zo gemeten dat die toeneemt in de tijd.

## Excentrische anomalie
De excentrische anomalie {\displaystyle E} is als volgt gedefinieerd. Zij {\displaystyle P} het punt waar de loodlijn vanuit de planeet op de lange as van de ellips de omschrijvende cirkel van de ellips snijdt. Dan is {\displaystyle E} de georiënteerde hoek perihelium-middelpunt-{\displaystyle P}.
Tussen de ware anomalie en de excentrische anomalie bestaat het volgende verband:
{\displaystyle \tan {v \over 2}={\sqrt {1+e \over 1-e}}\tan {E \over 2}}
waar e de excentriciteit is, een baanconstante die de mate aangeeft waarin de ellips afwijkt van een cirkel. Het is de verhouding tussen de afstand middelpunt-zon en de afstand middelpunt-perihelium. Bij een cirkelbaan is e = 0, bij langgerekte ellipsen ligt e dicht bij 1.

## Middelbare anomalie
De middelbare anomalie {\displaystyle M} is de hoek die bij een eenparige cirkelvormige beweging met dezelfde omlooptijd als de planeet zou zijn afgelegd. Denkt men zich de planeetbaan cirkelvormig en de hoeksnelheid constant, dan is {\displaystyle M} de denkbeeldig afgelegde hoek. Als de planeet op het tijdstip {\displaystyle t_{0}} in het perihelium is en {\displaystyle T} de omlooptijd is, dan is op het tijdtsip {\displaystyle t}:
{\displaystyle M=2\pi {\frac {t-t_{0}}{T}}}.

## Vergelijking van Kepler
De vergelijking van Kepler luidt
{\displaystyle M=E-e\ \sin \ E}
waar {\displaystyle e} de excentriciteit van de ellipsbaan voorstelt.
In bovenstaande vorm is de vergelijking van Kepler alleen geldig als {\displaystyle M} en {\displaystyle E} worden uitgedrukt in radialen. Anders moet men {\displaystyle e} nog vermenigvuldigen met 360° en delen door {\displaystyle 2\pi }.

## Oplossing
De vergelijking van Kepler moet door iteratieve benadering worden berekend, er bestaat geen manier om de onbekende {\displaystyle E} uit te drukken in {\displaystyle M} door gebruik te maken van elementaire bewerkingen. In praktische toepassingen kan de vergelijking als volgt iteratief worden opgelost:
{\displaystyle E_{0}=M}
{\displaystyle E_{1}=M+e\ \sin \ E_{0}}
{\displaystyle E_{2}=M+e\ \sin \ E_{1}}
{\displaystyle \cdots }
De methode van Newton-Raphson voor het oplossen van vergelijkingen, toegepast op de functie
{\displaystyle f(E)=M-E+e\ \sin \ E}
levert een snellere convergentie naar het juiste resultaat, vooral bij hoge waarden van de excentriciteit:
{\displaystyle E_{0}=M\ }
{\displaystyle E_{1}=E_{0}+{\frac {M-E_{0}+e\ \sin \ E_{0}}{1-e\ \cos \ E_{0}}}}
{\displaystyle E_{2}=E_{1}+{\frac {M-E_{1}+e\ \sin \ E_{1}}{1-e\ \cos \ E_{1}}}}
{\displaystyle \cdots }